# وادي كواتشيلا
وادي كواتشيلا (بالإنجليزية: Coachella Valley)‏ عبارة عن وادي كبير يقع في جنوب كاليفورنيا. فهو وادي يمتد لحوالي 45 ميلا (72 كلم) في جنوب شرق مقاطعة ريفرسايد من جبال سان برناردينو على المياه المالحة لبحيرة سالتون، وهي تعتبر أكبر بحيرة في ولاية كاليفورنيا. وتبعد حوالي 15 ميلا (24 كم). يحدها من الغرب جبال سان جاسينتو وسانتا روزا وعلى الشمال والشرق من جبال سان برناردينو ليتل.

## المناخ
يظهر الجدول التالي التغييرات المناخية على مدار السنة لكواتشيلا فالي:
| البيانات المناخية لـكواتشيلا فالي | البيانات المناخية لـكواتشيلا فالي | البيانات المناخية لـكواتشيلا فالي | البيانات المناخية لـكواتشيلا فالي | البيانات المناخية لـكواتشيلا فالي | البيانات المناخية لـكواتشيلا فالي | البيانات المناخية لـكواتشيلا فالي | البيانات المناخية لـكواتشيلا فالي | البيانات المناخية لـكواتشيلا فالي | البيانات المناخية لـكواتشيلا فالي | البيانات المناخية لـكواتشيلا فالي | البيانات المناخية لـكواتشيلا فالي | البيانات المناخية لـكواتشيلا فالي | البيانات المناخية لـكواتشيلا فالي |
| الشهر                             | يناير                             | فبراير                            | مارس                              | أبريل                             | مايو                              | يونيو                             | يوليو                             | أغسطس                             | سبتمبر                            | أكتوبر                            | نوفمبر                            | ديسمبر                            | المعدل السنوي                     |
| --------------------------------- | --------------------------------- | --------------------------------- | --------------------------------- | --------------------------------- | --------------------------------- | --------------------------------- | --------------------------------- | --------------------------------- | --------------------------------- | --------------------------------- | --------------------------------- | --------------------------------- | --------------------------------- |
| الدرجة القصوى °ف (°م)             | 95 (35)                           | 99 (37)                           | 104 (40)                          | 112 (44)                          | 116 (47)                          | 121 (49)                          | 123 (51)                          | 123 (51)                          | 121 (49)                          | 116 (47)                          | 102 (39)                          | 93 (34)                           | 123 (51)                          |
| متوسط درجة الحرارة الكبرى °ف (°م) | 70.8 (21.6)                       | 74.0 (23.3)                       | 80.4 (26.9)                       | 87.7 (30.9)                       | 95.7 (35.4)                       | 103.7 (39.8)                      | 108.1 (42.3)                      | 107.3 (41.8)                      | 101.9 (38.8)                      | 91.2 (32.9)                       | 78.5 (25.8)                       | 69.2 (20.7)                       | 89.1 (31.7)                       |
| المتوسط اليومي °ف (°م)            | 58.1 (14.5)                       | 61.0 (16.1)                       | 66.3 (19.1)                       | 72.6 (22.6)                       | 80.0 (26.7)                       | 87.2 (30.7)                       | 92.8 (33.8)                       | 92.4 (33.6)                       | 86.9 (30.5)                       | 76.7 (24.8)                       | 65.0 (18.3)                       | 56.6 (13.7)                       | 74.7 (23.7)                       |
| متوسط درجة الحرارة الصغرى °ف (°م) | 45.4 (7.4)                        | 48.0 (8.9)                        | 52.2 (11.2)                       | 57.4 (14.1)                       | 64.3 (17.9)                       | 70.8 (21.6)                       | 77.5 (25.3)                       | 77.6 (25.3)                       | 71.9 (22.2)                       | 62.3 (16.8)                       | 51.6 (10.9)                       | 44.1 (6.7)                        | 60.3 (15.7)                       |
| أدنى درجة حرارة °ف (°م)           | 19 (−7)                           | 24 (−4)                           | 29 (−2)                           | 34 (1)                            | 36 (2)                            | 44 (7)                            | 54 (12)                           | 52 (11)                           | 46 (8)                            | 30 (−1)                           | 23 (−5)                           | 23 (−5)                           | 19 (−7)                           |
| الهطول إنش (مم)                   | 1.16 (29)                         | 1.16 (29)                         | 0.49 (12)                         | 0.05 (1.3)                        | 0.02 (0.51)                       | 0.02 (0.51)                       | 0.14 (3.6)                        | 0.29 (7.4)                        | 0.22 (5.6)                        | 0.20 (5.1)                        | 0.38 (9.7)                        | 0.70 (18)                         | 4.83 (123)                        |
| متوسط أيام هطول الأمطار           | 3.8                               | 3.5                               | 2.4                               | 0.7                               | 0.4                               | 0.2                               | 0.7                               | 1.1                               | 1.0                               | 0.8                               | 1.0                               | 2.6                               | 18.2                              |
| المصدر: NOAA                      |                                   |                                   |                                   |                                   |                                   |                                   |                                   |                                   |                                   |                                   |                                   |                                   |                                   |

## الجغرافية

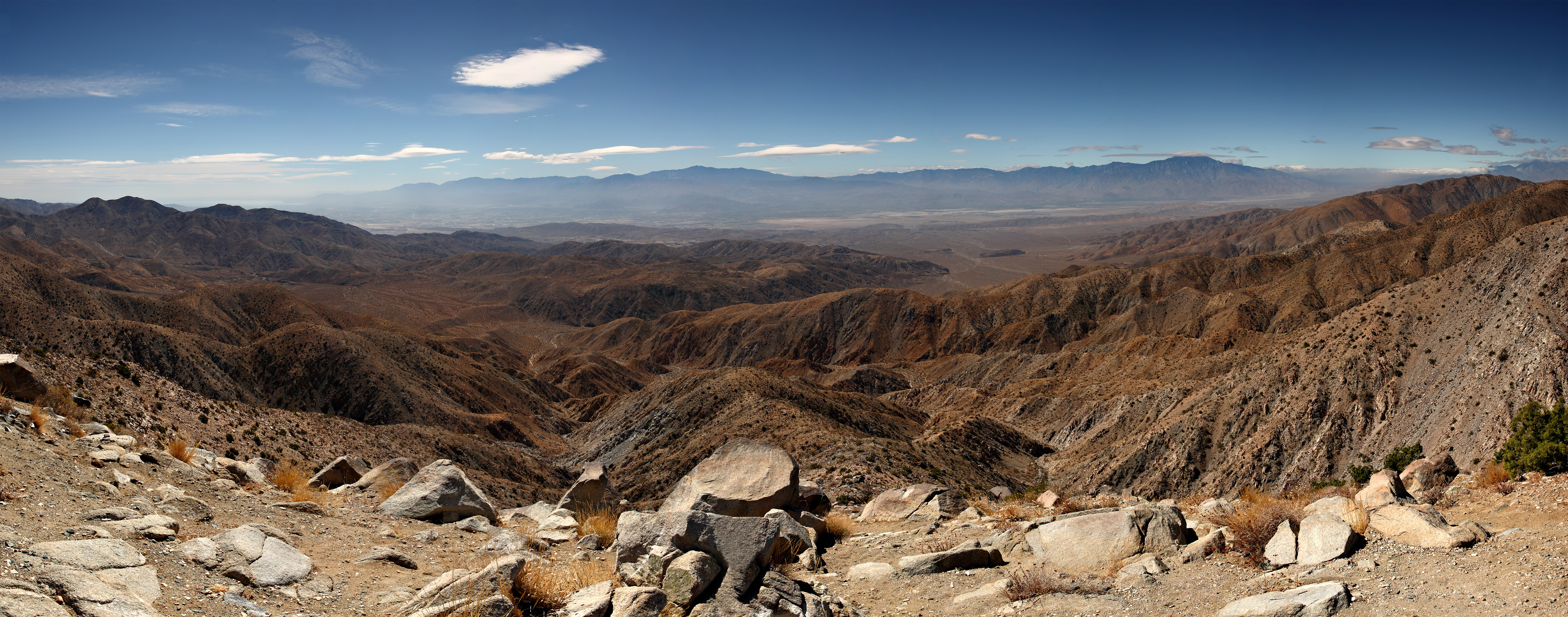
منظر بانورامي لكواتشيلا فالي، وادي كواتشيلا هو أقصى امتداد شمالي لحوض سالتون الشاسع، ويسمى أيضًا حوض كاهويلا، الذي يشمل بحر سالتون، ووادي إمبريال في الولايات المتحدة، وكذلك وادي مكسيكالي ودلتا نهر كولورادو في المكسيك. الحوض الصغير هو نتيجة النشاط التكتوني المشترك لصدع سان أندرياس، الذي يتبع الجانب الشمالي الشرقي من الوادي، وصعد شرق المحيط الهادئ الذي يمتد عبر خليج كاليفورنيا إلى بحر سالتون.